# Latsia
Latsia (em grego:  Λατσιά) é uma cidade localizada no distrito de Nicósia, Chipre. Com população de 16,774 habitantes pelo census de 2011.